# ثنائي كلوريد التيتانوسين
ثنائي كلوريد التيتانوسين هو مركب تيتانيوم عضوي صيغته C10H10Cl2Ti، ويوجد على هيئة صلب بلوري أحمر.
ينتمي المركب إلى الميتالوسينات، وهو يتألف بنيوياً من ذرة تيتانيوم مركزية مرتبطة إلى ربيطتين من أنيون حلقي البنتاديينيل (وحدة تيتانوسين) وربيطتين من الكلوريد.

## التحضير
يحضر المركب انطلاقاً من كلوريد التيتانيوم الرباعي بالتفاعل مع حلقي بنتاديينيد الصوديوم:
{\displaystyle {\ce {2 NaC5H5 + TiCl4 -> (C5H5)2TiCl2 + 2 NaCl}}}
كما يمكن التحضير أيضاً بالتفاعل مع حلقي البنتاديين:
{\displaystyle {\ce {2 C5H6 + TiCl4 -> (C5H5)2TiCl2 + 2 HCl}}}

## الخواص
يوجد المركب في الشروط القياسية على هيئة صلب بلوري أحمر، وهو يتحلمه عند التعرض للهواء أو الرطوبة.

## الاستخدامات
يستخدم المركب في العلاج الكيميائي للسرطان.